# 3. deild islandzka w piłce nożnej (1984)
Sezon 1984 był 19. sezonem trzeciego poziomu ligowego piłki nożnej na Islandii. Po sezonie awansowały zespoły Fylkir i Leiftur, spadł natomiast Snæfell.

## Grupa południowo-zachodnia

### Drużyny
| Uczestnicy poprzedniej edycji                                                                                 | Uczestnicy poprzedniej edycji | Uczestnicy poprzedniej edycji | Uczestnicy poprzedniej edycji |
| --- | ----------------------------- | ----------------------------- | ----------------------------- |
| grupa południowo-zachodnia                                                                                    |                               |                               |                               |
| SEL | Selfoss                       | 2                             |                               |
| GRI | Grindavík                     | 3                             |                               |
| VÍO | Víkingur Ólafsvík             | 4                             |                               |
| ÍKO | ÍK                            | 5                             |                               |
| HVÍ | HVÍ                           | 6                             |                               |
| SNÆ | Snæfell                       | 7                             |                               |
| Spadek z 2. deild                                                                                             |                               |                               |                               |
| FYL | Fylkir                        | 9                             |                               |
| REY | Reynir                        | 10                            |                               |
| Awans z 4. deild                                                                                              |                               |                               |                               |
| STJ | Stjarnan                      |                               |                               |
| Oznaczenia: - kolumna pierwsza – skróty nazw drużyn, - kolumna trzecia – miejsce zajęte w poprzednim sezonie. |                               |                               |                               |

### Tabela
| Lp. | Drużyna           | M  | Z  | R | P  | Bramki | Bramki | Różn. | Pkt | Uwagi              |
| --- | ----------------- | -- | -- | - | -- | ------ | ------ | ----- | --- | ------------------ |
| 1   | Fylkir (A)        | 16 | 12 | 1 | 3  | 44     | 18     | +26   | 37  | Awans do 2. deild  |
| 2   | Reynir            | 16 | 11 | 4 | 1  | 36     | 12     | +24   | 37  |                    |
| 3   | Víkingur Ólafsvík | 16 | 10 | 2 | 4  | 33     | 20     | +13   | 32  |                    |
| 4   | Selfoss           | 16 | 8  | 3 | 5  | 31     | 20     | +11   | 27  |                    |
| 5   | Grindavík         | 16 | 6  | 4 | 6  | 23     | 26     | −3    | 22  |                    |
| 6   | Stjarnan          | 16 | 6  | 3 | 7  | 35     | 30     | +5    | 21  |                    |
| 7   | HVÍ               | 16 | 3  | 2 | 11 | 24     | 41     | −17   | 11  |                    |
| 8   | ÍK                | 16 | 2  | 4 | 10 | 18     | 38     | −20   | 10  |                    |
| 9   | Snæfell (S)       | 16 | 1  | 3 | 12 | 13     | 52     | −39   | 6   | Spadek do 4. deild |

## Grupa północno-wschodnia

### Drużyny
| Uczestnicy poprzedniej edycji                                                                                 | Uczestnicy poprzedniej edycji | Uczestnicy poprzedniej edycji | Uczestnicy poprzedniej edycji |
| --- | ----------------------------- | ----------------------------- | ----------------------------- |
| grupa północno-wschodnia                                                                                      |                               |                               |                               |
| ÞNE | Þróttur Nes                   | 2                             |                               |
| AUS | Austri Eskifirði              | 3                             |                               |
| HUG | Huginn Seyðisfirði            | 4                             |                               |
| MAG | Magni                         | 5                             |                               |
| HSÞ | HSÞ-b Mývatnssveit            | 6                             |                               |
| VAR | Valur Reyðarfjörður           | 7                             |                               |
| Awans z 4. deild                                                                                              |                               |                               |                               |
| LEI | Leiftur                       |                               |                               |
| Oznaczenia: - kolumna pierwsza – skróty nazw drużyn, - kolumna trzecia – miejsce zajęte w poprzednim sezonie. |                               |                               |                               |

### Tabela
| Lp. | Drużyna             | M  | Z | R | P | Bramki | Bramki | Różn. | Pkt | Uwagi             |
| --- | ------------------- | -- | - | - | - | ------ | ------ | ----- | --- | ----------------- |
| 1   | Leiftur (A)         | 12 | 9 | 2 | 1 | 30     | 12     | +18   | 29  | Awans do 2. deild |
| 2   | Austri Eskifirði    | 12 | 5 | 5 | 2 | 18     | 12     | +6    | 20  |                   |
| 3   | HSÞ-b Mývatnssveit  | 12 | 5 | 3 | 4 | 14     | 19     | −5    | 18  |                   |
| 4   | Magni               | 12 | 5 | 2 | 5 | 17     | 16     | +1    | 17  |                   |
| 5   | Þróttur Nes         | 12 | 4 | 3 | 5 | 23     | 30     | −7    | 15  |                   |
| 6   | Valur Reyðarfjörður | 12 | 2 | 3 | 7 | 15     | 28     | −13   | 9   |                   |
| 7   | Huginn Seyðisfirði  | 12 | 1 | 4 | 7 | 14     | 24     | −10   | 7   |                   |

## Baraż o mistrzostwo
O mistrzostwie 3. deild zadecydował dwumecz pomiędzy zwycięzcami grup regionalnych – Fylkir i Leiftur. Drużyna Fylkir zwyciężyła dwumecz i zdobyła tytuł 3. deild. Niezależnie od wyniku barażu, obydwa zespoły awansowały do 2. deild.
|  | Fylkir | 1:2 | Leiftur |  |
|  |        |     |         |  |

|  | Leiftur | 0:2 | Fylkir |  |
|  |         |     |        |  |

## Najlepsi strzelcy
| Bramki | Strzelcy             | Drużyna     |
| ------ | -------------------- | ----------- |
| 17     | Ómar Björnsson       | Reynir      |
| 11     | Brynjar Jóhannsson   | Fylkir      |
| 10     | Jón Guðmundsson      | Fylkir      |
| 10     | Hafsteinn Jakobsson  | Leiftur     |
| 9      | Guðmundur Ingvason   | Þróttur Nes |
| 8      | Þórhallur Guðjónsson | Stjarnan    |